# Walter De Maria
Walter De Maria (1. října 1935 Albany – 25. července 2013 Los Angeles) byl americký sochař a občasný hudebník a hudební skladatel.

## Život
Narodil se v kalifornském městě Albany jako syn majitelů restaurace. Brzy se začal zajímat o hudbu, zpočátku hrál na klavír, později na perkuse. Ve svých šestnácti letech se stal členem svazu hudebníků. V letech 1953 až 1959 studoval na Kalifornské univerzitě v Berkeley. V roce 1960 se usadil v New Yorku, kde prožil většinu svého života. V polovině šedesátých let byl krátce členem skupiny The Primitives, ve které hrál na bicí. Vedle něj zde hráli ještě Lou Reed, John Cale a Tony Conrad, přičemž první dva z nich později založili skupinu The Velvet Underground. Roku 1969 natočil film nazvaný Hardcore. Jde o avantgardní snímek čerpající z prvků hollywoodských westernů, v němž De Maria zachycuje měnící se světla v Mohavské poušti. Jedním z jeho nejznámějších výtvorů je The Lightning Field, soubor čtyř set ocelových tyčí v prostoru jedné míle krát jeden kilometr. Mezi jeho další díla patří například I Ching. V roce 2013 odjel do Kalifornie na oslavu stých narozenin své matky. O několik dní později zde prodělal cévní mozkovou příhodu a následně zůstal v Kalifornii na léčení. Zemřel nedlouho poté v Los Angeles ve věku 77 let.

## Ceny a ocenění
- 2001 – Cena Roswithy Haftmann